# Бистриця (притока Сомешул-Маре)
Би́стриця (рум. Bistriţa, угор. Beszterce) — річка у Трансильванії, в жудці Бистриця-Насауд.
Біля міста Бистриця вона впадає у Сомеш-Маре (Великий Сомеш).
| Румунія | Це незавершена стаття з географії Румунії. Ви можете допомогти проєкту, виправивши або дописавши її. |

1. ↑  GEOnet Names Server — 2018.